# Maximilian von Groller-Mildensee

Maximilian von Groller-Mildensee. Um Zeit und damit auch Geld zu sparen, verwendete Groller bei seinen Ausgrabungen ein Stoßeisen, das in den Boden eingeschlagen wurde. Bei sehr hartem Widerstand vermutete er darunterliegende Mauerzüge.

Groller-Mildensee während der Ausgrabungen in Enns (um 1908)

Maximilian von Groller-Mildensee (auch Maximilian Groller von Mildensee; * 5. Juni 1838 in Prag; † 20. Mai 1920 in Wien) war ein österreichischer Berufsoffizier (zuletzt im Rang eines Oberst), Provinzialrömischer Archäologe und Mappierungsunterdirektor des Militärgeographischen Instituts in Wien.

## Leben
Als Sohn des Berufsoffiziers Major Johann Groller von Mildensee wählte auch er die Offizierslaufbahn und trat im Alter von 20 Jahren in das 6. Artillerie-Regiment der k.k. Armee ein. Ein Jahr darauf nahm er am Feldzug von 1859 in Italien teil. Von 1864 bis 1866 absolvierte er einen Offizierslehrgang an der Theresianischen Militärakademie in Wiener Neustadt. 1885 wurde Groller in das Militärgeographische Institut versetzt und machte sich 1888 um die genaue Vermessung der österreich-ungarisch-rumänischen Grenze verdient. Im Jahr 1890 erfolgte die Ernennung zum Leiter der Topographischen Abteilung des Militärgeographischen Instituts. 1896 wurde er schließlich im Rang eines Obersts in den Ruhestand versetzt. Seine Frau, Emma von Groller (1849–1922), machte sich ebenfalls als Archäologin einen Namen, hier vor allem bei der Ausgrabung von drei Grabhügeln in Donnerskirchen in den Jahren 1910 und 1911.

## Tätigkeit
Von Groller-Mildensee war als technischer Leiter in den Anfangsjahren maßgeblich an der Erforschung des Limes in Österreich (Norischer Limes und Pannonischer Limes) beteiligt. Als wirkliches Mitglied des Österreichischen Archäologischen Institutes (ÖAI) nahm er 1897 die ihm von der neugegründeten Limeskommission der philosophisch-historischen Abteilung der Österreichischen Akademie der Wissenschaften in Wien angebotene Stelle eines Grabungsleiters an. In dieser Funktion war er vor allem bei den Grabungen auf den Arealen der Legionslager von Carnuntum (Bad Deutsch-Altenburg) und Lauriacum (Lorch) und beim Öden Kloster in Königshof auf der Suche nach Ulmus tätig. Zusätzlich verfasste er aufgrund seiner Kenntnisse auf den Gebieten der Bautechnik und Mechanik auch Arbeiten über den Blockbau von Kasernen und deren Heizungseinrichtungen.